# Monoblepharidales
Monoblepharidomycetes
Classe
Ordre
Les Monoblepharidales, uniques représentants de la classe des Monoblepharidomycetes, sont un ordre de champignons de la division des Monoblepharomycota.

## Systématique
Le nom correct complet (avec auteur) de ce taxon est Monoblepharidomycetes J.H. Schaffner, 1909.

## Liste des familles
- Gonapodyaceae Petersen, 1909
- Harpochytriaceae Emerson & Whisler, 1984
- Monoblepharidaceae Fischer, 1892
- Oedogoniomycetaceae Barr, 1990
- Telasphaerulaceae Longcore et T.Y. James, 2017

### Publication originale
- Schaffner, J.H., The classification of plants, IV, vol. 9, 1909, p. 446-455